# Водоём

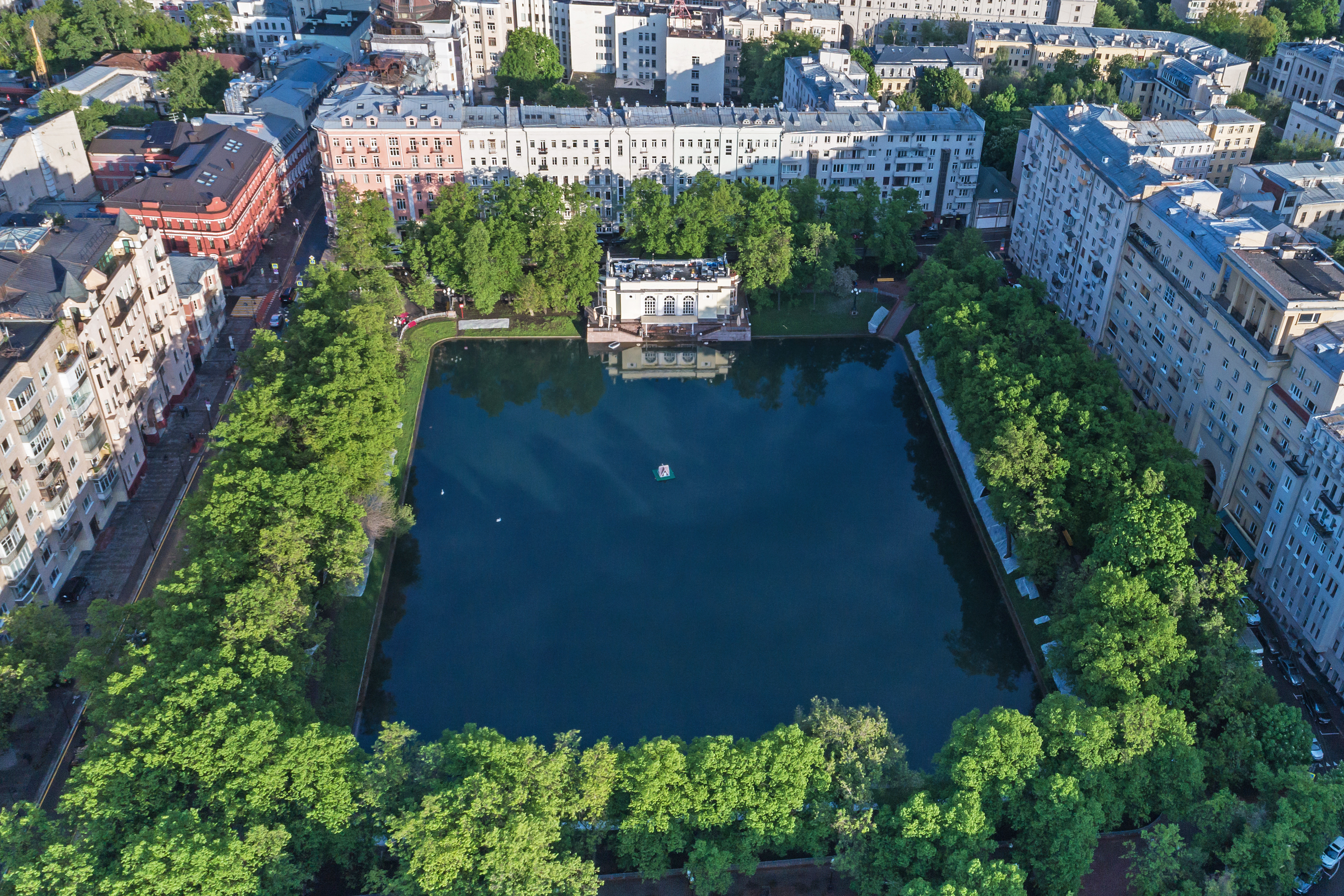
Патриаршие пруды.

Водоём — постоянное или временное скопление стоячей или со сниженным стоком воды в естественных или искусственных впадинах (озёра, водохранилища, пруды и так далее). 
В других источниках указано, что «Водоём» — общее название естественных и искусственных водовместилищ. В широком смысле — также обозначение морей и океанов. Изучением водоёмов занимается наука гидрология. Водоёмы образуются при наличии на поверхности замкнутых котловин и превышения притока воды в это углубление над потерями её на фильтрацию в грунт и испарение.

## Виды и типы
Водоёмы могут быть постоянными и временными, возникающими лишь в многоводные периоды года. К таким водоёмам относят старицы и лужи, возникающие весной при разливах крупных рек.
По химическому составу и количеству солей, растворённых в воде, водоёмы разделяются на солёные и пресные. Физические, химические и биологические процессы в водоёмах протекают различно, в зависимости от того, к какому типу они относятся.
Водоёмы можно разделить на следующие виды и типы:
- Открытые:
  - Естественные:
    - Океан
    - Море
    - Река[2]
    - Озеро[2]
    - Лиман
    - Ручей[2]
    - Старица

  - Искусственные
    - Пруд[2]
    - Водохранилище
    - Запруда
    - Бассейн
    - Канал
    - Выработанный карьер
- Закрытые: 
  - почвенная вода, добываемая посредством рытых или буровых колодцев[2]
  - Подземные реки
  - Подземные озера

## Флора
Растения водоёма разнообразны по форме. В пресных водоёмах растут камыши, рогоз и тростник, роголистник, осока, аир, ряска, пузырчатка, сусак, кубышка и другие. Рис очень любит влагу, и его побеги растут прямо из воды. В солёных водоёмах растут более 30 тысяч видов водорослей.